# Tharyx epitoca
Tharyx epitoca är en ringmaskart som beskrevs av Monro 1930. Tharyx epitoca ingår i släktet Tharyx och familjen Cirratulidae. Inga underarter finns listade i Catalogue of Life.